# Siegfried Lowitz
Siegfried Lowitz, född 22 september 1914 i Berlin, Kejsardömet Tyskland, död 1999 i München, Tyskland, var en tysk skådespelare. Lowitz började verka som skådespelare i tysk film på 1950-talet och hade biroller i uppmärksammade filmer som Kuppen i Köpenick och Brott på ljusa dagen. Lowitz blev dock allra mest känd då han axlade huvudrollen som Erwin Köster i TV-serien Den gamle deckarräven (Der Alte) under åren 1977-1986.

## Filmografi, urval
- 1954 – Kärlekens lag och livets
- 1955 – Himmel utan stjärnor
- 1956 – Kuppen i Köpenick
- 1956 – Söndagsbarnet
- 1957 – Rose och kärleken
- 1957 – Hajar och småfisk
- 1958 – Brott på ljusa dagen
- 1958 – Han kunde inte säja nej
- 1960 – Spionsändaren Calais
- 1961 – Alarm på Scotland Yard